# ケープハイラックス
ケープハイラックスまたはロックハイラックス（Cape Hyrax, Rock Hyrax, Procavia capensis）はイワダヌキ目イワダヌキ科ハイラックス属の1種で、ハイラックス属唯一の現生種である。
他のハイラックスと同様、短い耳と尻尾の様子がモルモットに似ているが、別の目であり、原始的な特徴をもった有蹄動物である。
南アフリカではダシー (dassies)、スワヒリ語では「ピンビ (pimbi)」「ペレレ (pelele)」「ウィバリ (wibari)」と呼ばれる。ピンビ、ペレレは、今ではハイラックス全部を指す。ケープハイラックスには多くの亜種がある。ロックハイラックスは、アフリカに住む亜種を指すことが多い。
ヘブライ語では שפן סלע (shafan sela) あるいは Rock Shafan と呼ばれるが、Shafan の語源は「隠れる」である。
「awawa」いう独特な泣き声はSNSで話題を呼んでいる。

## 形態
ケープハイラックスは1対の長い牙を持ち、切歯と大臼歯はサイに似ている。前足は足裏を地に付けており、後ろ足はほぼ、踵を付けずに歩く。足裏は長くて柔らかく、汗に似た分泌物が出ている。オスはメスよりもやや大きい。

## 生態
地面や低い木の草・葉を食べる。
ケープハイラックスは生後2年か3年で妊娠し、6か月から7か月で出産する。新生児は十分生育しており、目も完全に開いており、毛も生え揃っている。生後2週間で固いエサを食べられるようになり、10週間で離乳する。生後16か月で大人となり、3年で大人と同じ大きさになり、寿命は10年ほどである。
ハイラックスは80匹ぐらいまでの群れを作る。群れはいくつかのグループに分かれており、1グループは1匹のオスが率い、数家族から成る。ハイラックスはほとんどの時間、数匹が群れて、あるいは1匹でひなたぼっこをしていることが多い。これはハイラックスの体温が周囲の気温の影響を受けやすい、つまり恒温動物として未発達であるためとも言われている。

## 人間との関係

### ヒラセウム

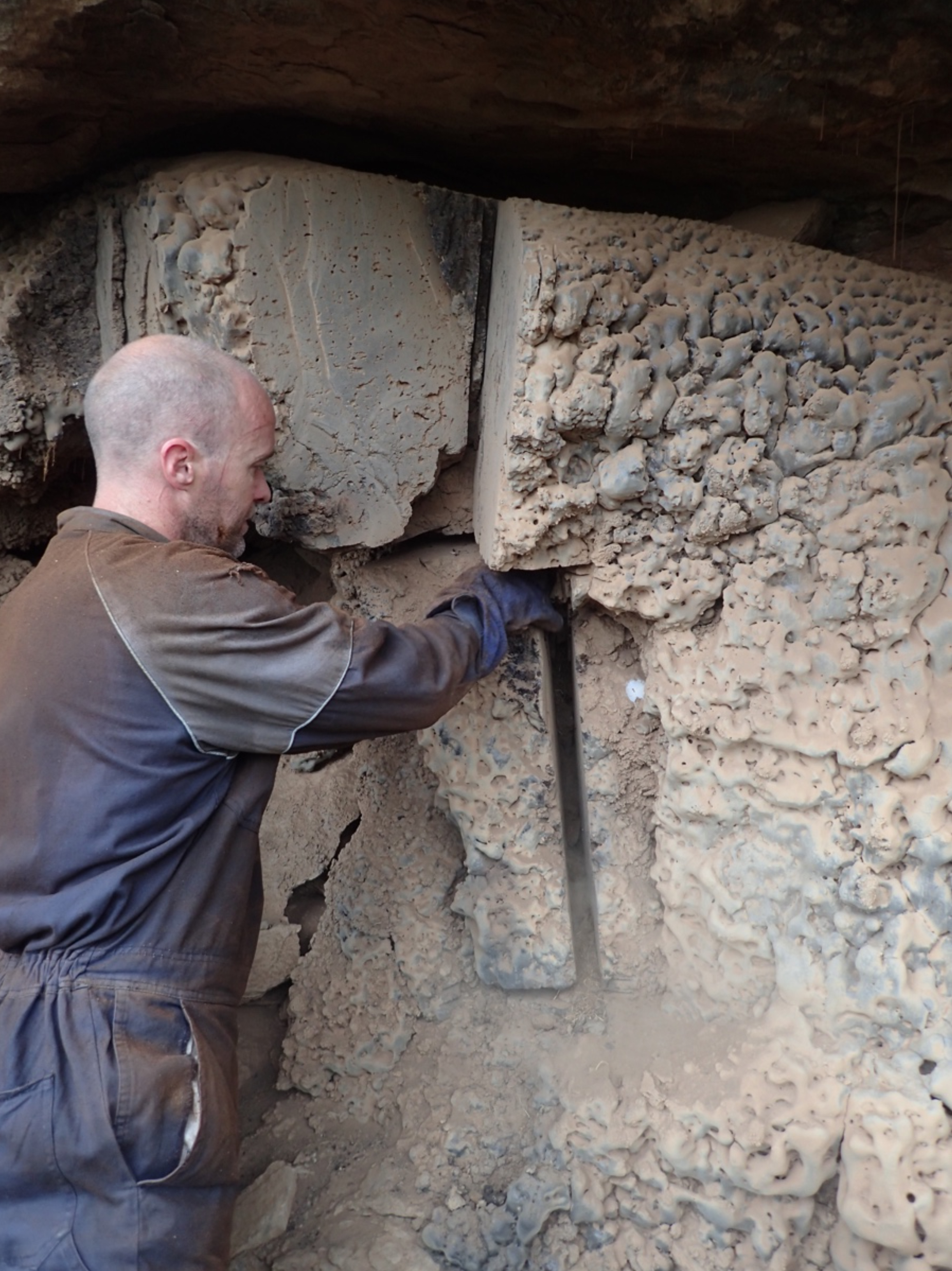
西ケープ州、ギフバーグ峠に形成されたケープハイラックスの糞塚

ケープハイラックスが暮らす岩場には何世代にもわたって糞や尿が蓄積し、ヒラセウムと呼ばれる樹脂状の塚が形成される。このヒラセウムは南アフリカでは伝統薬としててんかんや痙攣発作に処方されるほか、香水の原料としてフランスにも輸出される。
また、タンザニアのトングェ族の男性は鍛冶師が作った先込め式の銃で狩猟を行うが、銃に使う火薬はケープハイラックスの糞を燃やしたものにマッチの黄燐と硝石を調合して自作する。

## ギャラリー

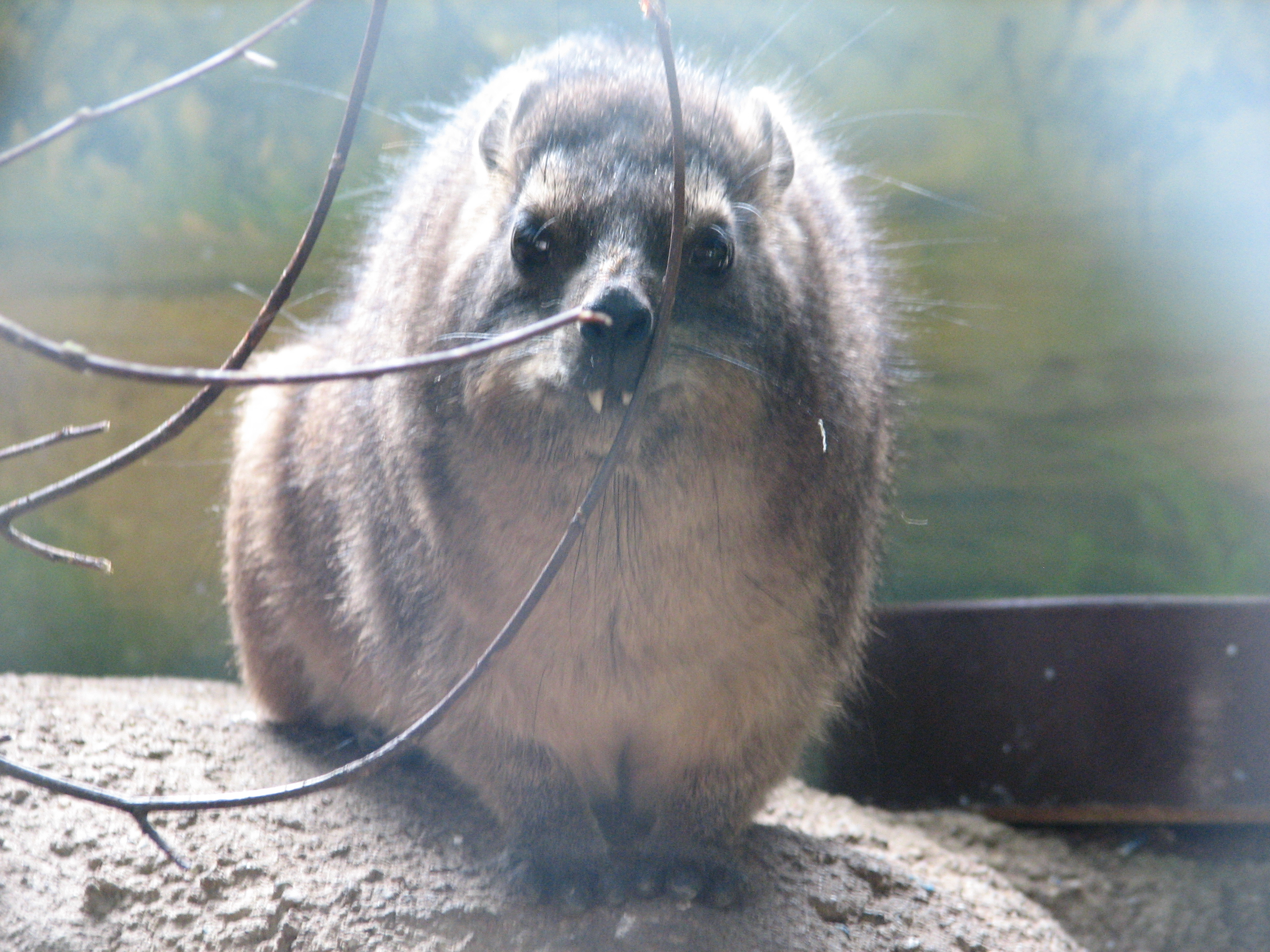
正面から見たケープハイラックス（動物園のもの）
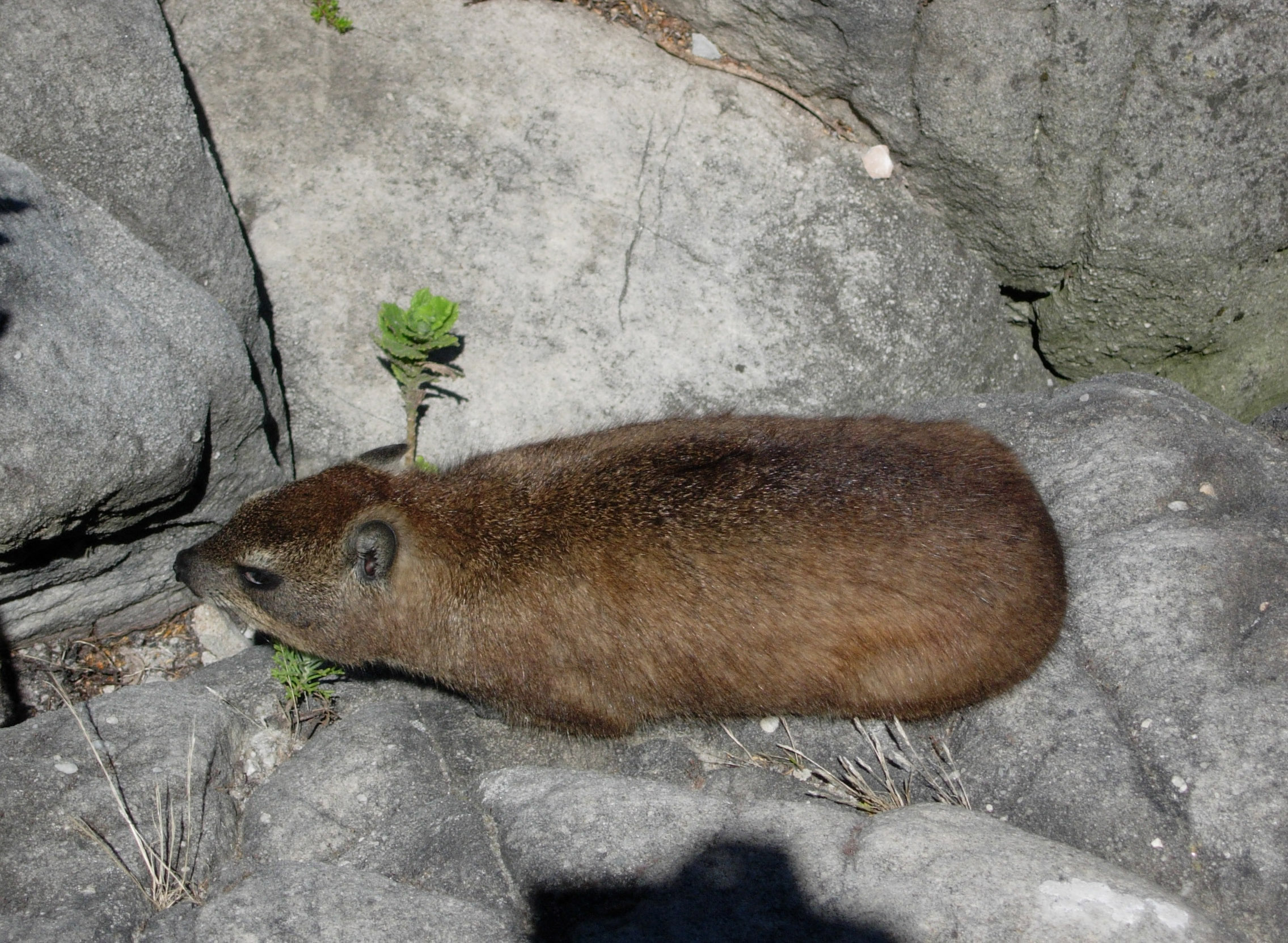
エサ探し(南アフリカテーブルマウンテン)
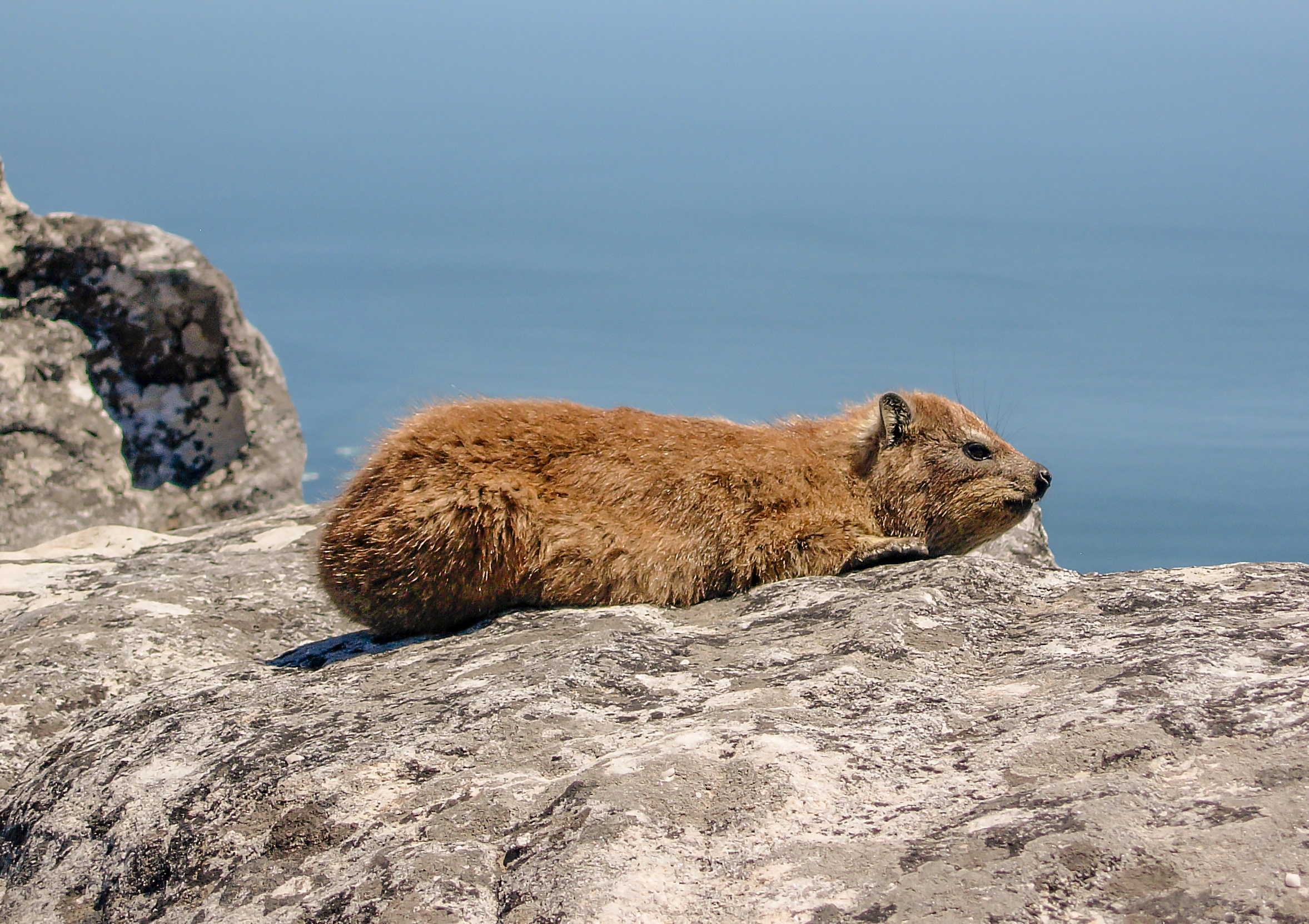
ひなたぼっこ(南アフリカテーブルマウンテン)
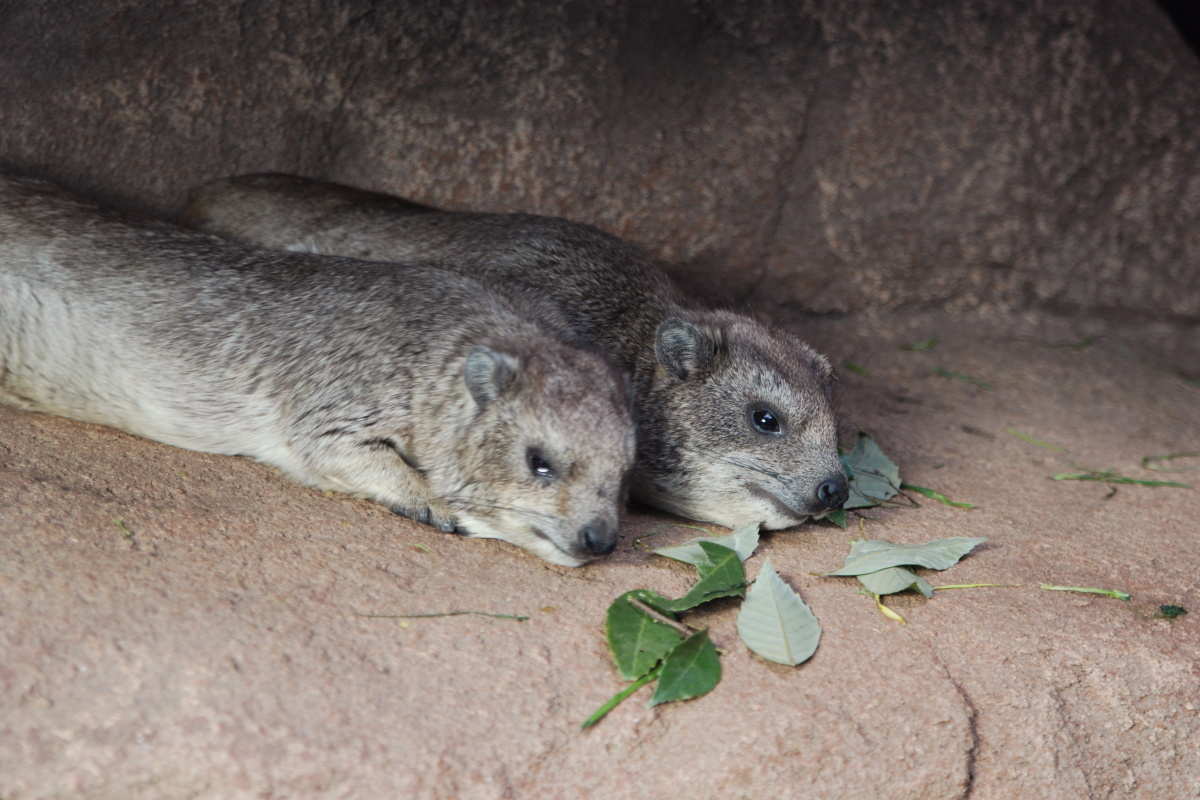
ひなたぼっこ（大阪市天王寺動物園）
2012年10月採取のナミビア産の頭骨